# Écollemont
Écollemont és un municipi francès, situat al departament del Marne i a la regió del Gran Est. L'any 2007 tenia 45 habitants.

## Demografia

### Població
El 2007 la població de fet d'Écollemont era de 45 persones. Hi havia 20 famílies, de les quals 4 eren unipersonals (4 dones vivint soles i 4 dones vivint soles), 12 parelles sense fills i 4 parelles amb fills.
La població ha evolucionat segons el següent gràfic:
Habitants censats

### Habitatges
El 2007 hi havia 31 habitatges, 21 eren l'habitatge principal de la família, 5 eren segones residències i 5 estaven desocupats. 30 eren cases i 1 era un apartament. Dels 21 habitatges principals, 18 estaven ocupats pels seus propietaris i 3 estaven llogats i ocupats pels llogaters; 4 tenien tres cambres, 8 en tenien quatre i 8 en tenien cinc o més. 20 habitatges disposaven pel capbaix d'una plaça de pàrquing. A 8 habitatges hi havia un automòbil i a 11 n'hi havia dos o més.

### Piràmide de població
La piràmide de població per edats i sexe el 2009 era:
| Homes | Edats   | Dones |
| ----- | ------- | ----- |
| 0     | 95 o +  | 0     |
| 0     | 90 a 94 | 0     |
| 0     | 85 a 89 | 0     |
| 0     | 80 a 84 | 0     |
| 0     | 75 a 79 | 4     |
| 0     | 70 a 74 | 0     |
| 0     | 65 a 69 | 0     |
| 8     | 60 a 64 | 0     |
| 0     | 55 a 59 | 8     |
| 4     | 50 a 54 | 4     |
| 0     | 45 a 49 | 0     |
| 4     | 40 a 44 | 0     |
| 0     | 35 a 39 | 4     |
| 4     | 30 a 34 | 0     |
| 0     | 25 a 29 | 4     |
| 0     | 20 a 24 | 0     |
| 0     | 15 a 19 | 0     |
| 4     | 10 a 14 | 0     |
| 0     | 5 a 9   | 0     |
| 0     | 0 a 4   | 0     |

## Economia
El 2007 la població en edat de treballar era de 25 persones, 16 eren actives i 9 eren inactives. De les 16 persones actives 14 estaven ocupades (7 homes i 7 dones) i 2 estaven aturades (1 home i 1 dona). De les 9 persones inactives 3 estaven jubilades, 1 estava estudiant i 5 estaven classificades com a «altres inactius».
Activitats econòmiques
Dels 2 establiments que hi havia el 2007, 1 era d'una empresa de construcció i 1 d'una empresa classificada com a «altres activitats de serveis».
Dels 2 establiments de servei als particulars que hi havia el 2009, 1 era un paleta i 1 perruqueria.
L'any 2000 a Écollemont hi havia 5 explotacions agrícoles que ocupaven un total de 310 hectàrees.

## Poblacions més properes
El següent diagrama mostra les poblacions més properes.